# Fredhällstunneln
Le Fredhällstunneln (en français « Tunnel de Fredhäll ») est un tunnel routier du quartier de Fredhäll à Stockholm en Suède.  

## Situation
Fredhällstunneln est un tunnel de l'Essingeleden (E4 et E20) situé à Fredhällsberget et Fredhäll.
Le Fredhällstunnel part du Fredhällsbron puis passe par Hedbornsstigen et Viktor Rydbergs gata. Le tunnel, qui fait partie de l'Essingeleden, a été ouvert à la circulation le 21 août 1966. 
Ce n'est cependant que le 3 septembre 1967 que l'ensemble du tunnel a commencé à être utilisé. Le client était le bureau des rues de Stockholm et le maître en œuvre était la société municipale Gekonsult.
Le tunnel comporte quatre voies dans chaque direction et se compose de deux tubes séparés de 220 mètres de long et dont 160 mètres sont un tunnel taillé dans la roche et 60 mètres sont construits en béton dans une tranchée rocheuse ouverte. Le tunnel rocheux a été doté d'arcs renforcés en béton et la roche entre les arcs a été enduite par pulvérisation. En raison de sa longueur limitée, aucune ventilation n'est nécessaire. L'entrepreneur pour la partie en béton était Kasper Höglund AB.
Dans les années 1990, le tunnel a été rénové avec un nouveau revêtement mural insonorisant en briques jaunes perforées à l'entrée du tunnel et en 2019 une nouvelle couche de surface en clinker jaune dans le tunnel lui-même.

## Galerie

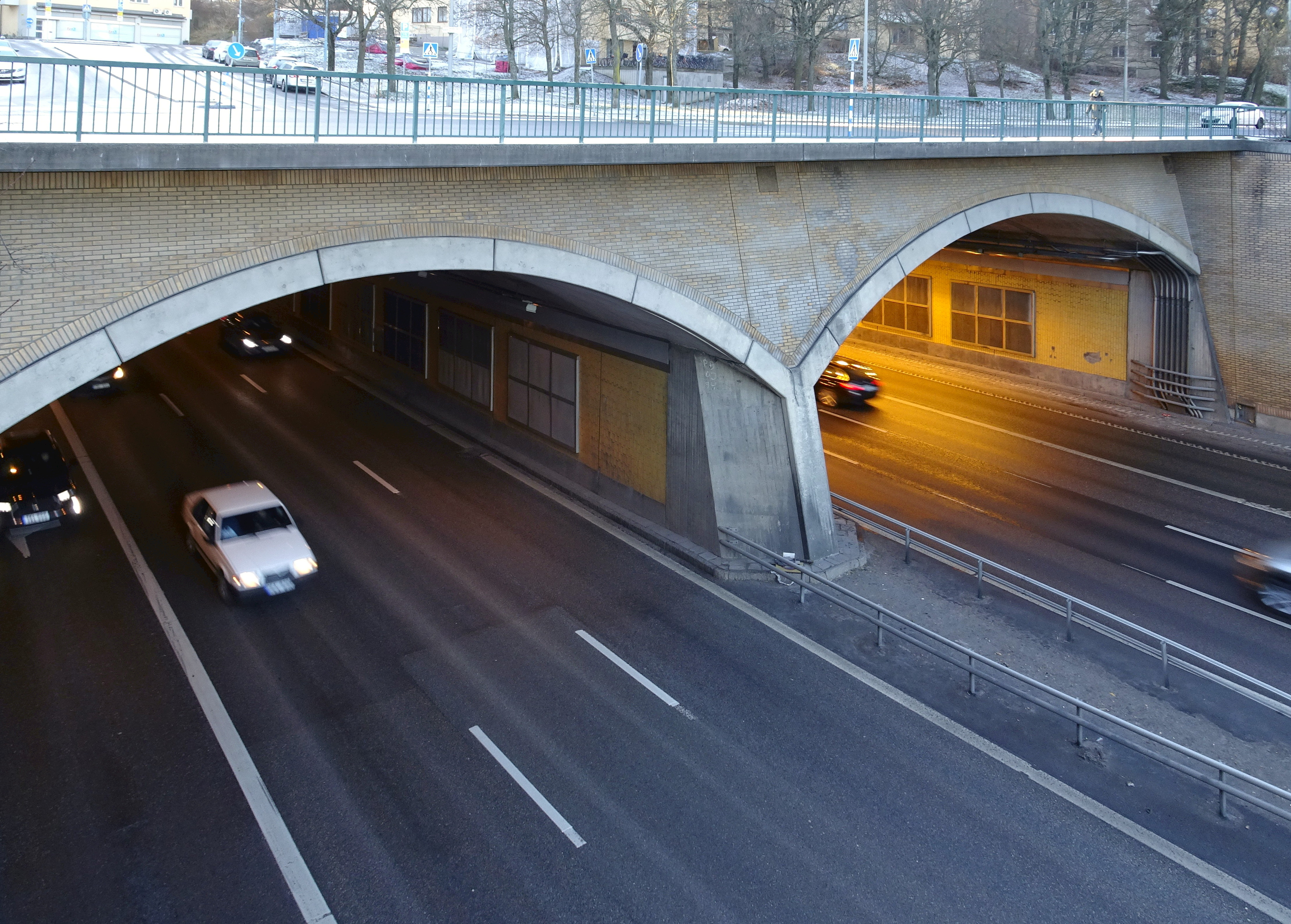
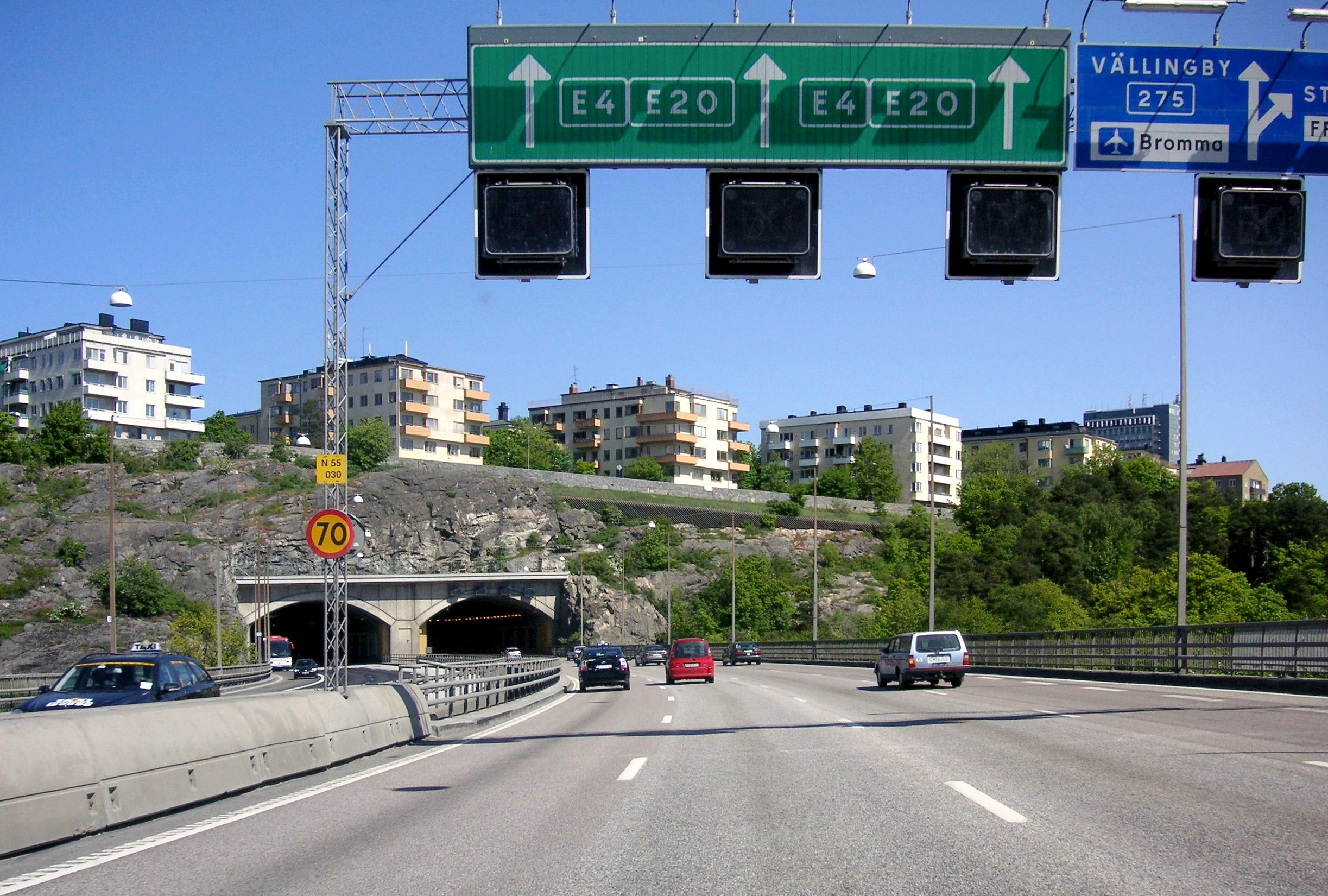
Essingeleden vers le nord devant le tunnel de Fredhäll.
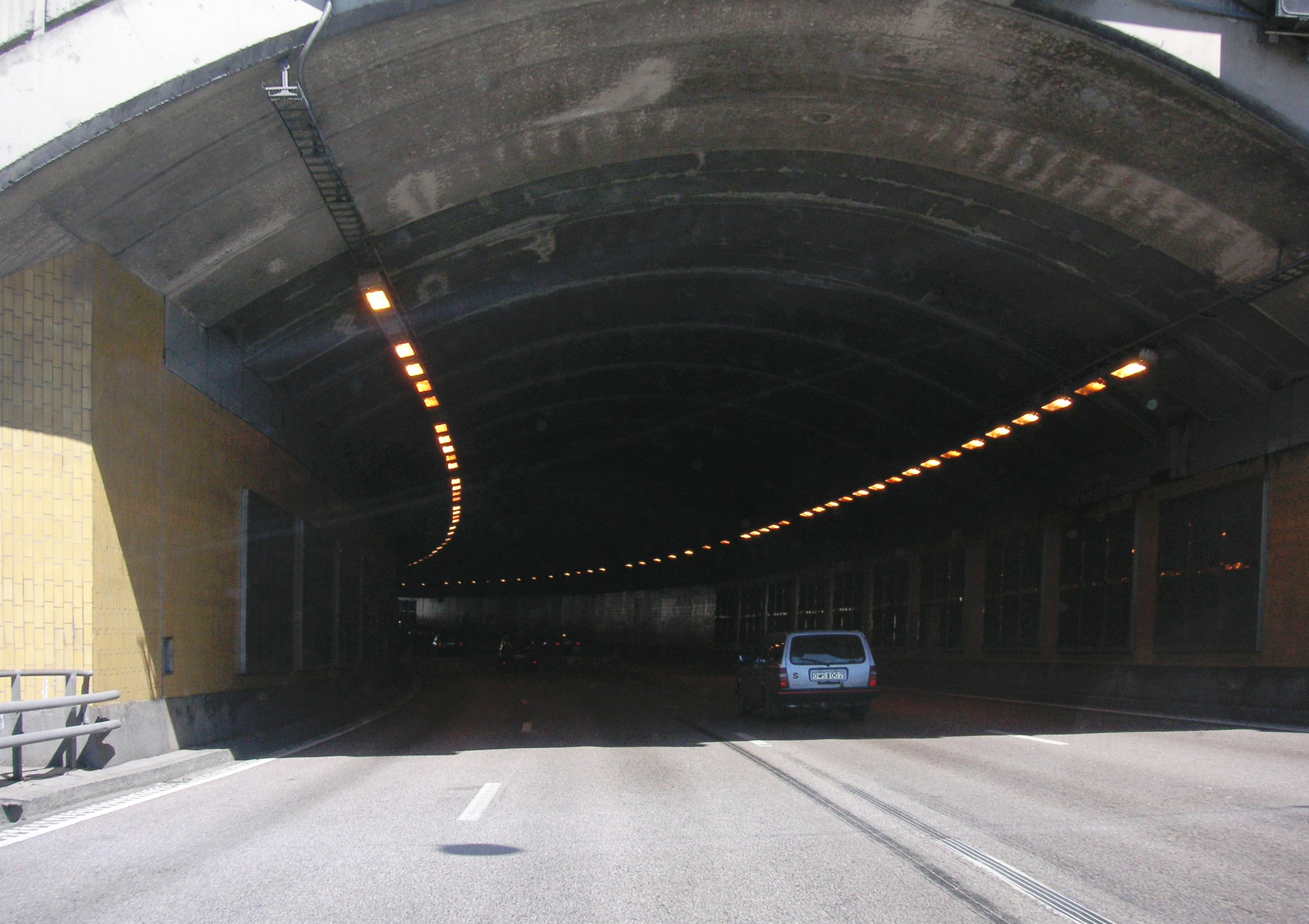